# 월트 디즈니 컴퍼니
월트 디즈니 컴퍼니(영어: The Walt Disney Company)는 디즈니 영화와 애니메이션, 픽사, 마블, 스타워즈, 내셔널 지오그래픽과 폭스의 영화, TV 프로그램 사업을 하고 있는 미디어, 엔터테인먼트 기업으로 디즈니+에서 모든 콘텐츠들을 제공하고 있다. 캘리포니아주 할리우드 버뱅크에 본사가 있으며 밥 아이거가 현재의 디즈니를 만든 이후 밥 차펙이 2020년부터 CEO를 맡고 있었지만 2022년부터 밥 아이거가 디즈니 CEO로 복귀를 하였다.

## 역사
1923년 10월 16일, 월트 디즈니와 로이 디즈니 형제가 애니메이션 스튜디오를 설립한 것이 시초이다. 1928년 11월 28일, 미키 마우스를 월트 디즈니 컴퍼니의 공식 마스코트로 지정하고 《증기선 윌리》를 시작으로 영화, 테마파크의 상품으로 활동 영역을 넓히게 된다.
이후 1980년대 초반에 들어서 애니메이션 영화 제작으로의 과도한 투자와 미국 10대들의 외면, 디즈니랜드의 계속되는 입장객 감소, 그리고 실사 영화의 연이은 흥행 실패에 따른 재정 악화로 1983년 4월 1일, 애니메이션 중심의 제작사인 월트 디즈니 스튜디오를 월트 디즈니 픽처스로 사명을 바꾸고 가족, 판타지, 애니메이션 영화를 중심으로 회사를 꾸려나가게 되었으며, 같은 해 4월 15일에는 미국에 가족 중심의 엔터테인먼트 채널을 표방하는 디즈니 채널을 개국해 월트 디즈니의 TV 방송 시대를 열었다. 1983년에 주식회사 오리엔트 랜드와 월트 디즈니 프로덕션 라이센스 취득하게 되었다 4월 15일, 도쿄 지바현 우라야스 시 위치한 46만 5천 제곱미터의 도쿄 디즈니랜드 첫 개장을 했다. 1984년 창립 이래 처음으로 60여 년 만에 심각한 경영난을 맞이하게 된다. 기업 경영에 빨간불이 켜지게 되자, 경영난을 타개하기 위한 특단의 조치로 성인용 영화를 만들지 않겠다는 전통을 과감히 깨고 성인용 영화 중심의 영화 제작사를 설립하게 된다. 또한, 사업 다각화를 통해 종합 엔터테인먼트 기업으로 도약하기 위해 제 2의 창업을 선언하고 마이클 아이즈너를 월트 디즈니 컴퍼니의 새로운 사장으로 임명한다. 1984년 2월 15일, 첫 성인용 전문 영화사인 터치스톤 필름스와, TV 제작사인 터치스톤 텔레비전을 설립했다. 1985년에는 할리우드 영화 매니지먼트 회사인 Silver Screen Partners와의 업무 협약을 체결했다. 1986년 1월에 기존 사명을 월트 디즈니 프로덕션을 현재 사명을 월트 디즈니 컴퍼니로 변경했다. 1989년 2월 1일, 두 번째 성인용 전문 영화사인 할리우드 픽처스를 설립했다. 같은 해, 세계적인 엔터테인먼트 전문 회사인 The Jim Henson Company와의 전략적 업무 협약을 체결하면서 미국 최초의 인형극인 머팻을 개발하게 된다.
1991년 1월 18일, 할리우드의 유명 제작자인 돈 심슨과 제리 브룩하이머 필름스와의 파트너십을 맺고 1994년부터 19년 동안 터치스톤 픽처스(터치스톤 필름스는 1986년 터치스톤 픽처스로 사명을 변경했다), 할리우드 픽처스를 통해서 심슨과 브룩하이머 측에서 제작한 영화들을 수입/배급했다. 1992년 한국 법인이 월트 디즈니 컴퍼니 코리아로 설립하였다. 1993년 6월 30일, 와인스타인 형제가 설립한 독립/예술 영화 제작사인 미라맥스를 인수했다(공포 영화 전문 제작사이자 미라맥스의 자회사인 디맨션 필름스도 월트 디즈니의 자회사가 된다). 1995년 7월 31일, 미국의 3대 지상파 방송사 중 하나인 ABC를 90억 달러에 인수했다. 1996년 2월, 허스트 코퍼레이션에서 운영하던 케이블 TV 전용 스포츠 채널 ESPN을 인수했다. 1997년 4월, 미취학 아동채널 플레이하우스 디즈니 개국
2001년 9월 4일에 도쿄 지바현 우라야스 시에 도쿄 디즈니 랜드 위치를 한 도쿄 디즈니씨 개장을 했다. 2005년 3월 30일, 미라맥스의 설립자 & 운영자인 와인스타인 형제가 월트 디즈니 컴퍼니 경영진 간의 불화에 따른 갈등 때문에 와인스타인 컴퍼니라는 이름의 영화사를 따로 설립하게 된다. 결국, 2005년 9월 30일 와인스타인은 미라맥스 사장직에서 물러남과 동시에 월트 디즈니 컴퍼니를 떠나게 된다. 그리고 공포 영화 제작사 디멘션 필름스는 와인스타인 컴퍼니에 인수되었다. 2006년 1월 24일 《토이 스토리》, 《몬스터 주식회사》, 《니모를 찾아서》 등의 컴퓨터 애니메이션 영화들을 제작한 픽사의 인수를 결정했다. 2007년 4월 27일, 장편 영화의 연이은 흥행 실패로 할리우드 픽처스는 적자 누적에 따른 경영 상의 어려움 때문에 없어졌다. 2009년 2월, 기존 채널을 제틱스가 디즈니XD로 개국했다. 2009년 8월, 스파이더맨, 엑스맨, 헐크 등 캐릭터 5000여 종을 보유한 만화 전문 출판 회사 & 종합 엔터테인먼트 기업인 마블 엔터테인먼트를 인수 하면서, 세계 최고의 엔터테인먼트 기업으로서의 변신을 시작하게 된다.
2012년 10월, 조지 루카스가 설립한 컴퓨터 그래픽 제작 업체 THX를 소유한 영화 제작 회사 루카스필름을 45억 5000만 달러에 인수했고, 스타워즈의 새 시리즈를 2015년에 제작하기로 발표했다.
또한 2012년 11월 대한민국의 신생 게임 업체인 스튜디오 EX를 인수하면서, 루카스필름의 게임 사업 본부 루카스아츠와 함께 게임 시장 진출을 선언했다. 2017년 12월 디즈니가 21세기 폭스를 713억 달러에 인수를 승인하였음을 발표하였고 2019년 3월에 21세기 폭스가 소유 되어 있는 TV, 영화 사업을 60%를 완전히 인수되었다. 2019년 3월 26일 기준으로 디즈니의 시가총액이 337억 달러 증가. 2019년 11월 12일 OTT서비스 디즈니+가 정식 출시되었다. 2020년 4월 13일에 스포츠 전문 방송 매체인 ESPN이 대한민국에 KBO리그를 중계 관리를 하는 한국야구위원회가 2020 KBO리그를 중계권 계약을 하였다. 2020년 5월 ESPN이 2020 KBO리그를 미국 전역에 첫 중계방송이 되었다. 2023년 디즈니가 설립 100주년을 맞이하였다.

## 사업 부문

### 리조트&크루즈 부문
- 디즈니 파크스 익스페리언스 앤드 프로덕츠
  - 디즈니랜드 리조트
  - 월트 디즈니 월드 리조트
  - 디즈니랜드 파리
  - 도쿄 디즈니 리조트
  - 도쿄 디즈니랜드
  - 도쿄 디즈니씨
  - 익스피어리
  - 상하이 디즈니 리조트
  - 홍콩 디즈니랜드 리조트
  - 디즈니 크루즈 라인

### 방송 송출 부문
- ABC
- 디즈니 채널
- ESPN
- A&E
  - 히스토리 채널
  - 밀리터리 히스토리
  - FYI
  - 라이프타임
- ESPN 라디오
- 디즈니 XD
- 디즈니 주니어
- 프리폼
- FX
  - FXX
  - FXM
- 내셔널 지오그래픽
  - 냇지오 와일드
  - 냇지오 피플
  - 냇지오 키즈
  - 냇지오 뮤직
- 타타 플레이 - 인도 위성방송 송출 기업
- 수퍼 RTL
- RTL2
- STAR TV
  - 스타 스포츠
  - 스타 월드
  - 스타 무비스
  - 씽콩
- 봉황 TV
  - 봉황중화채널
  - 봉황중화(호주)채널
  - 봉황중화(일본)채널
  - 봉황영화채널
  - 봉황정보뉴스채널
  - 봉황홍콩채널

### 애니메이션 제작 및 배급 부문
- 디즈니 텔레비전 애니메이션
- 디즈니-ABC 도메스틱 텔레비전
- 마블 애니메이션
- 20세기 텔레비전

### VOD 부문
- 디즈니 채널 온디멘드
- 디즈니XD 온디멘드
- 디즈니주니어 온디멘드

### 방송 계열&OTT 부문
- 디즈니 인터랙터브 미디어 그룹
  - 디즈니 제너럴 엔터테인먼트 컨텐트
  - 디즈니 엔터테인먼트
  - 디즈니 브랜디드 텔레비전 (U.S.)
  - 내셔널 지오그래픽 네트웍스
- 디즈니 스트리밍 서비스
  - 훌루
  - 디즈니+

### 더빙 녹음 부문
- 디즈니 캐릭터 보이스 인터내셔널

### 코믹북 제작 부문
- 디즈니 코믹스
- 마블 코믹스

### 영화 제작 부문
- 월트 디즈니 스튜디오
  - 월트 디즈니 픽처스
  - 월트 디즈니 애니메이션 스튜디오
  - 월트 디즈니 모션 픽처스
  - 픽사 애니메이션 스튜디오
  - 디즈니 네이처
  - 루카스필름
  - 마블 스튜디오
  - 20세기 스튜디오
  - 서치라이트 픽처스

### 공연 부문
- 디즈니 연극 그룹
  - 디즈니 온 아이스

### TV방송 제작 부문
- ABC 스튜디오
- ABC 엔터테인먼트
- It's a Laugh Productions
- 20세기 텔리비전
- 20세기 스튜디오
- FX 프로덕션
- 머펫 스튜디오

### 영화 배급 부문
- 디즈니
- 터치스톤 픽처스
- 픽사 애니메이션 스튜디오
- 디즈니 네이처
- 마블 스튜디오
- 루카스필름
- 20세기 스튜디오
- 서치라이트 픽처스

### 음반 부문
- 디즈니 뮤직 그룹
  - 월트 디즈니 레코드
  - 할리우드 레코드
  - DMG 내슈빌
  - 디즈니 뮤직 퍼블리싱

### 컨슈머 부문
- 디즈니 스토어
  - 디즈니 퍼블리싱
  - 디즈니 베이비
  - 디즈니 잉글리쉬
- 디즈니 온라인
- 디즈니 게임즈&인터렉티브
- 머펫

## 같이 보기
- 월트 디즈니
- 월트 디즈니 스튜디오스 모션 픽처스
- 월트 디즈니 애니메이션 스튜디오
- 월트 디즈니 픽처스
- 디즈니 로고
- 마블 엔터테인먼트
- 루카스필름
- 픽사
- 20세기 스튜디오
- 할리우드 메이저 5대 영화사